# Here (film, 2023)
Pour les articles homonymes, voir Here.
Pour plus de détails, voir Fiche technique et Distribution.
Here est un film dramatique belge écrit et réalisé par Bas Devos sorti en 2023,.

## Synopsis
Stefan, ouvrier roumain dans le bâtiment à Bruxelles, se prépare à rentrer chez lui, en Roumanie, pendant les vacances. Pendant sa marche en forêt, il fait la connaissance d'une jeune chercheuse d'origine chinoise, Shuxiu, qui étudie les mousses et les lichens. Stefan décide de prolonger son séjour afin de comprendre ses recherches.

## Fiche technique
- Titre original : Here[3]
- Réalisation et scénario : Bas Devos
- Musique : Breecht Ameel
- Producteur : Marc Goyens
- Directeur de la photographie : Grimm Vandekerckhove
- Assistant réalisateur : Sofie Tusschans
- Costumier : Manon Blom
- Chef monteur : Dieter Diependaele
- Chef décorateur : Špela Tušar
- Ingénieur du son : Boris Debackere
- Mixage : Benoît Miral
- Pays d'origine :  Belgique
- Langue : français, chinois mandarin, néerlandais
- Durée : 82 minutes (1h22)
- Dates de sorties[4] :
  -  Allemagne : 19 février 2023 (Berlinale)
  -  Belgique : 10 octobre 2023 (Festival du film de Gand), 17 janvier 2024 (sortie nationale)
  -  Japon : 2 février 2024 (sortie nationale)
  -  Pays-Bas : 20 juin 2024 (sortie nationale)
  -  France : 8 juillet 2023 (FID Marseille), 10 juillet 2024 (sortie nationale)
  -  Espagne : 22 septembre 2023 (Festival international du film de Saint-Sébastien), 18 octobre 2024 (sortie nationale)

## Distribution
- Stefan Gota : Stefan
- Liyo Gong : Shuxiu
- Cédric Luvuezo : Cédric
- Théodor Corban : Mihai
- Saadia Bentaïeb : Saadia
- Shu-Huan Wang : Shu-Huan
- Alina Constantin : Anca

## Réception
Sur le site Web de l'agrégateur de critiques Rotten Tomatoes, le film a un taux d'approbation de 97 % sur la base de 29 critiques, avec une note moyenne de 6,5/10. Sur Metacritic, le film a reçu une note de 93 sur 100, basée sur 9 critiques, indiquant une « acclamation universelle ».